# Uji shūi monogatari

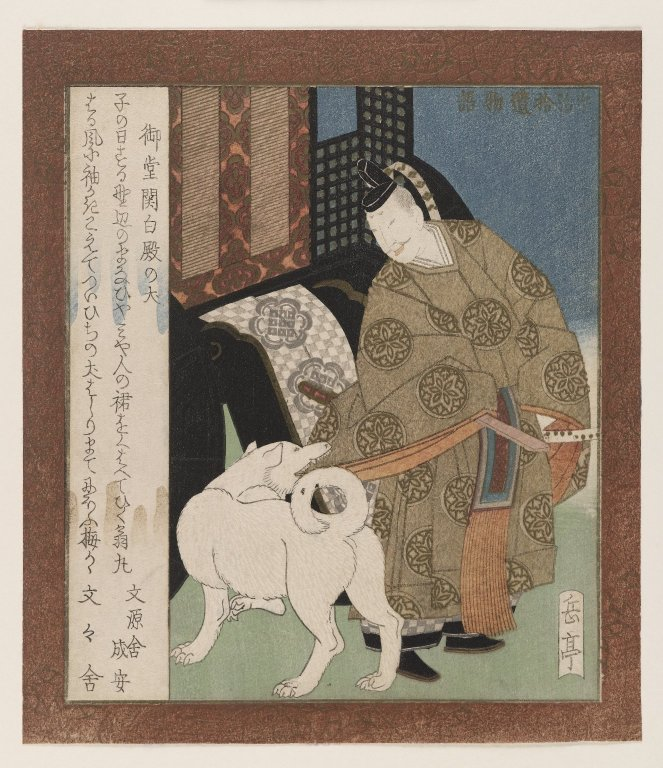
Le chien de Mido Kanapaku (Mido Kanapuko Dono no inu) tiré d'une collection de contes d'Uji yashima gakutei (Musée de Brooklyn).

L'Uji shūi monogatari (宇治拾遺物語) est une collection de contes japonais écrite sans doute au début du XIIIe siècle. L'auteur en est inconnu et il est possible que l'ouvrage ait été plusieurs fois revu.
Le titre signifie Glanes du Uji dainagon monogatari, un livre qui ne nous est pas parvenu. Le dainagon d'Uji dont il est question dans le titre est Minamoto no Takakuni.
L’œuvre fait partie de la littérature setsuwa. À la suite du Konjaku monogatari shū, elle est représentative des œuvres setsuwa de l'époque Kamakura.

## Contenu
L'histoire est composée de 197 contes répartis en 15 volumes.
La préface indique que l'ouvrage comprend des contes en provenance du Japon, d'Inde et de Chine. Peu d'entre eux cependant sont originaux et beaucoup d'histoires contiennent des éléments rencontrés dans des œuvres plus anciennes telles que le Konjaku monogatari shū.
L'ouvrage comprend un certain nombre de personnages, nobles et gens du commun, dans des contes qui relèvent de la vie quotidienne ou de l'obscur et du comique. Plusieurs de ces histoires ont servi de base à des nouvelles de Ryūnosuke Akutagawa.
Les contes recueillis dans le Uji shūi monogatari peuvent être distingués selon trois catégories principales :
- Contes bouddhistes ;
- Contes sociaux ;
- Contes privés.

Les éléments bouddhistes sont particulièrement marqués.

## Composition
On ne sait pas précisément quand le Uji shūi monogatari a été écrit. Nombre de théories ont été avancées à partir de démonstrations littéraires ou linguistiques. Bien que très différentes les unes des autres, ces théories s'accordent en général pour dater l’œuvre du début du XIIIe siècle.